# Riptide (Roman)
Riptide (deutscher Titel: Riptide – Mörderische Flut) ist ein 1998 erschienener Abenteuerroman des US-amerikanischen Autorengespanns Douglas Preston und Lincoln Child. 

## Vorgeschichte
Die Vorgeschichte basiert auf der realen Geschichte der im östlichen Kanada gelegenen Insel Oak Island. 1795 entdeckten Jugendliche auf Oak Island den Eingang zu einem Schacht, in dem sie einen Piratenschatz vermuteten. Das war der Beginn einer zwei Jahrhunderte dauernden Schatzsuche, die mehrere Menschen das Leben kostete oder in den finanziellen Ruin trieb. Die unbekannten Konstrukteure hatten ein aufwändiges System von Stollen tief unter der Erdoberfläche angelegt, die sich immer wieder mit Meerwasser füllten und alle Bergungsversuche vereitelten.
Im Buch heißt die Insel Ragged Island und liegt ca. sechs Meilen vor der Küste von Maine an der Ostküste der USA.
Preston und Child beschreiben einen weiteren Versuch, mit Hilfe modernster Technik und nahezu unbeschränkten Geldmitteln den vermuteten Milliardenschatz zu heben, der dem fiktiven Piraten Eward Ockham zugeschrieben wird. Ockam machte – laut Darstellung der Autoren – im 18. Jahrhundert die Karibik unsicher. Er brachte zahlreiche Schiffe der spanischen Silberflotte auf und plünderte Küstenstädte. Sein wertvollstes Beutestück war das ebenfalls fiktive St. Michaels-Schwert.

## Handlung
Initiatoren der Schatzsuche sind Kapitän Neidelmann, dem ein Bergungsunternehmen gehört und Malin Hatch, der Besitzer der Insel. Aufgrund von verschlüsselten Tagebuchnotizen des ursprünglichen Architekten des Stollensystems sind beide überzeugt, das Versteck des Piratens Edward Ockam vor sich zu haben. Auf der Insel werden gewaltige Pumpen installiert, die das Wasser aus dem Schacht entfernen sollen. Das gelingt allerdings erst, nachdem mittels Unterwassersprengungen Flutstollen am Meeresgrund verschlossen wurden.
Während der Arbeiten stößt man auf ein Massengrab, in dem sich die sterblichen Überreste von fast 100 Piraten befinden. Offenbar sind sie einer unbekannten Krankheit erlegen. Auch bei dem Bergungsunternehmen sind Opfer zu beklagen. Die Piraten haben ihr Versteck mit raffinierten Fallen abgesichert. Im Laufe der Tage und Wochen erkranken immer mehr Arbeiter. Die Symptome ähneln denen der verstorbenen Piraten. Hatch, der verantwortliche Arzt, steht vor einem Rätsel. Auch die Computer spielen verrückt. Sind hier übersinnliche Kräfte am Spiel? 
Nach und nach werden die Tagebuchaufzeichnungen entschlüsselt. Immer mehr Details über den Aufbau des Verstecks treten zu Tage. Hatch kommt schließlich zu der Erkenntnis, dass eine letzte große Falle das Heben des Schatzes unmöglich macht und möchte das Unternehmen abbrechen. Es kommt zu einem erbitterten Streit mit Neidelmann, der sein gesamtes Vermögen in das Unternehmen gesteckt hat und weitermachen muss. 
Schließlich erkennt Hatch, dass ein Bestandteil des Schatzes, das St. Michaels-Schwert, aus einer hochradioaktiven Iridium-Legierung besteht. Die Strahlung ist verantwortlich für die Erkrankungen und Computerausfälle und für den Tod der Piraten vor 200 Jahren. Verzweifelt versucht er seinen Partner vom Bergen des Schwertes abzuhalten. Während ein schwerer Sturm über die Insel fegt, kommt es im weitverzweigten Stollensystem zu einem dramatischen Showdown.